# Carvalhal (Bombarral)
Carvalhal es una freguesia portuguesa del municipio de Bombarral, con 32,13 km² de superficie y 1600 habitantes (2001). Su densidad de población es de 91,3 hab/km².